# 地域公共連合
地域公共連合（ちいきこうきょうれんごう）とは、全日本自治団体労働組合、日本都市交通労働組合、全日本水道労働組合の三単産で構成され、地域において公共サービスを提供する労働者で組織する労働組合の連合体である。正式名称は地域公共サービス労働組合連合会で、日本労働組合総連合会（連合）に加盟していたが、2009年に解散された。

## 概要
1990年代頃からの労働組合の深刻な組織率低下は全日本自治団体労働組合（自治労）にも波及し、組織自体は広がっても組合員数の減少は止まらず、100万人を割り込むまでに落ち込んだ。その頃、同じ自治体関連労組との組織統合が始まり、自治労は2002年9月5日には公営競技の組合である全国競走労働組合と、2006年1月1日には合同労働組合である全国一般労働組合と組織統合を果たした。
2001年には、全日本自治団体労働組合、日本都市交通労働組合（都市交）、全日本水道労働組合（全水道）の組織統合の話が持ち上がった。三単産は2006年4月14日に地公三単産組織統合準備会を発足させ、完全な統合をめざしていたが、それまでの過渡的な連合体として、2007年9月11日に地域公共サービス労働組合連合会（地域公共連合）として発足した。これにあわせ、連合への加盟形態も、地域公共連合に変更した。
2008年5月に石川県輪島市で開かれた自治労の中央委員会において、三単産の統合に伴い、自治労の名称変更をも視野に入れた基本方針が、執行部から提案され可決された。2010年を目途とした組織統合の動きが加速されることになる予定であったが、2009年4月、統合は取り止めとなり、地域公共サービス労働組合連合会も解散することとなった。

## 構成組織
- 全日本自治団体労働組合
- 日本都市交通労働組合
- 全日本水道労働組合